# Українська енциклопедія джазу
Українська енциклопедія джазу — довідникове видання, яке містить понад 550 статей.
Основний розділ енциклопедії складають:
- біографічні довідки про виконавців, керівників оркестрів і ансамблів, композиторів, музикознавців та аранжувальників, чия діяльність відіграла помітну роль у процесі становлення та розвитку українського джазу;
- біографічні довідки про закордонних музикантів українського походження;
- статті, присвячені джазовій інфраструктурі — фестивалям, теле- та радіо- передачам, періодичним виданням, закладам освіти, джаз-клубам тощо.

Видання ілюстроване. Адресується музикантам-професіоналам, музикознавцям, викладачам, студентам музичних навчальних закладів і широким колам меломанів, які цікавляться джазом.
До додатку увійшли бібліографія, дискографія, нотографія, переліки українських ансамблів та оркестрів, періодичних видань, фестивалів, концертів, закордонних гастролерів, іменний та предметний покажчики.